# Хан-Хаяті
Хан-Хаяті (перс. خان حياطي) — село в Ірані, у дегестані Челеванд, у бахші Лавандевіл, шагрестані Астара остану Ґілян. За даними перепису 2006 року, його населення становило 340 осіб, що проживали у складі 82 сімей.

## Клімат
Середня річна температура становить 13,64°C, середня максимальна – 27,25°C, а середня мінімальна – -0,20°C. Середня річна кількість опадів – 867 мм.
| Клімат поселення                              | Клімат поселення | Клімат поселення | Клімат поселення | Клімат поселення | Клімат поселення | Клімат поселення | Клімат поселення | Клімат поселення | Клімат поселення | Клімат поселення | Клімат поселення | Клімат поселення | Клімат поселення |
| Показник                                      | Січ.             | Лют.             | Бер.             | Квіт.            | Трав.            | Черв.            | Лип.             | Серп.            | Вер.             | Жовт.            | Лист.            | Груд.            |                  |
| Середній максимум, °C                         | 10,60            | 10,25            | 12,20            | 16,64            | 20,62            | 25,14            | 27,25            | 26,78            | 22,52            | 19,82            | 15,02            | 11,20            |                  |
| Середня температура, °C                       | 5,34             | 5,01             | 6,95             | 11,40            | 15,38            | 19,90            | 23,41            | 22,96            | 18,70            | 16,01            | 11,18            | 7,37             |                  |
| Середній мінімум, °C                          | 0,09             | −0,2             | 1,72             | 6,16             | 10,14            | 14,64            | 19,58            | 19,12            | 14,88            | 12,18            | 7,37             | 3,54             |                  |
| Норма опадів, мм                              | 73               | 71               | 74               | 55               | 45               | 28               | 13               | 40               | 107              | 156              | 115              | 90               |                  |
| Середньомісячна швидкість вітру, м/с          | 2.40             | 2.50             | 2.49             | 2.41             | 2.39             | 2.64             | 2.71             | 2.50             | 2.21             | 2.10             | 2.02             | 2.10             |                  |
| Середньомісячна сонячна радіація, кДж/м²·день | 6771             | 9125             | 11219            | 15721            | 19909            | 22717            | 23582            | 20070            | 16058            | 10985            | 8216             | 6370             |                  |
| --------------------------------------------- | ---------------- | ---------------- | ---------------- | ---------------- | ---------------- | ---------------- | ---------------- | ---------------- | ---------------- | ---------------- | ---------------- | ---------------- | ---------------- |
| Джерело:                                      |                  |                  |                  |                  |                  |                  |                  |                  |                  |                  |                  |                  |                  |